# Gottenbrille

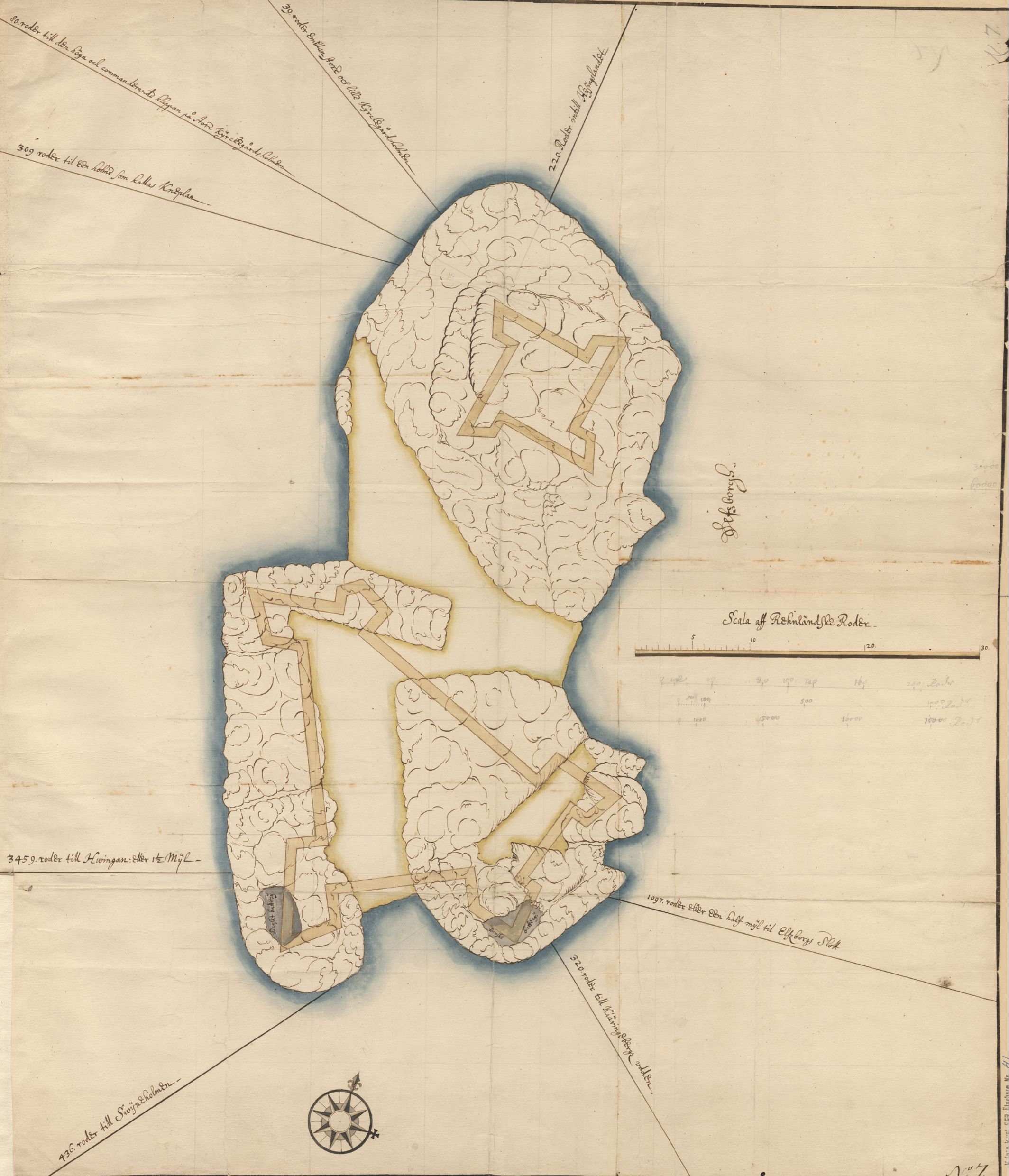
Svensk ritning över Kyrkogårdsholmen från 1644, med konturer av framtida försvarsanläggningar. Gamla danska anläggningar (Gottenbrille) markerade med grå färg.

Gottenbrille, ett av Kristian IV i april 1644 uppfört, men den 30 samma månad av honom själv uppbränt blockhus, på Kyrkogårdsholmen utanför Göta älvs mynning (där sedan Nya Älvsborg byggdes), avsett att behärska inloppet till Göteborg.